# Дашкин, Виктор Георгиевич
Виктор Георгиевич Дашкин (род. 1 ноября 1932, Ревда, Свердловская область, РСФСР — погиб 4 июня 1964, Кричев, Могилевская область, БССР) — старший лётчик 28-го истребительного авиационного полка ПВО 2-го корпуса ПВО Московского округа ПВО, Военный лётчик 1-го класса.

## Биография
Дашкин Виктор Георгиевич родился в городе Ревда Свердловской области 1 ноября 1932 года. После окончания 7-и классов школы переехал в областной центр — Свердловск. Обучался в Уральском политехникуме. После его окончания в 1952 году военкоматом был направлен на обучение в Павлодарское лётное училище в Казахстане (24-я военная авиационная школа первоначального обучения летчиков). С 28 июля 1952 года — курсант Павлодарского училища. Летал на Як-18.
По окончании училища первоначальной подготовки был рекомендован для использования в истребительной авиации и с 30 ноября 1953 года направлен в Сталинградское военно-авиационное училище лётчиков, базировавшееся в то время в Новосибирске, которое окончил в ноябре 1955 года. Лейтенант Дашкин был направлен для дальнейшего прохождения службы в Московский округ ПВО на должность летчика в 3-й гвардейский истребительный авиационный Ростов-Донской полк ПВО 15-й гвардейской истребительной авиационной Сталинградской ордена Богдана Хмельницкого дивизии ПВО 52-й воздушной истребительной армии ПВО Московского округа ПВО.
Продолжал службу в 472-м истребительном авиационном полку ПВО на должности лётчика. Получил классную квалификацию «Военный лётчик 1-го класса». В феврале 1962 года Дашкину присвоено очередное воинское звание — капитан. В декабре 1963 года капитан Дашкин переведён в 28-й истребительный авиационный полк ПВО, базирующийся на аэродроме Кричев в Могилевской области. Полк первым осваивал новый самолет Су-9 и в числе всего трех полков Московского округа ПВО получил его на вооружение. в полку Дашкин приступил к освоению самолёта Су-9.
Освоил самолёты Як-18, МиГ-15, МиГ-17, МиГ-19 и Су-9.
При выполнении очередного тренировочного полёта 4 июня 1964 года на самолете Су-9 на взлёте произошёл отказ двигателя. Взлёт производился в сторону города Кричев. Самолёт не успел набрать достаточную высоту для того, чтобы произвести безопасное катапультирование и избежать при этом падения брошенного самолёта на жилые дома. Прямо по курсу взлёта находился Кричевский цементно-шиферный завод, далее стояли жилые дома. Чтобы избежать гибели людей и столкновения с приближающимся жилым микрорайоном города Дашкин отвернул самолёт и направил его в заброшенный карьер, наполненный водой. Высоты для катапультирования уже не хватало. Самолёт упал в карьер (ныне озеро Молодёжное), столкнувшись с водой, лётчик погиб.
За свой совершенный подвиг капитана Дашкина к награде не представляли. Самолёт был новым и считался аварийным, лишний раз говорить о катастрофах данного типа самолёта желания у начальства не было. Подвиг не получил широкой огласки, в те времена о катастрофах и авариях военной авиации в газетах и журналах не сообщалось.
В мае 2014 года на озере Молодёжное сотрудниками МЧС были предприняты попытки найти обломки самолёта Виктора Дашкина. Ввиду большой глубины водоёма (около 57 м) и илистого дна поиск результатов не дал.

## Память
- В 2014 году 4 июня к 50-летию подвига в Кричеве открыли памятный знак[3] На знаке изображен падающий самолёт, портрет героя и текст: «Памятный знак установлен в честь 50-летия подвига летчика капитана Дашкина Виктора Георгиевича, спасшего ценою собственной жизни город Кричев 4 июня 1964 года. Память в сердцах кричевлян будет жить вечно»[4].
- Имя летчика-героя занесено в книгу Почёта Кричевского цементно-шиферного завода (ныне «Кричевцементношифер»)[4].
- На месте гибели установлен обелиск — стела, на которой имеется табличка с текстом: «4 июня 1964 года капитан Виктор Георгиевич Дашкин осознанно, с невероятными усилиями, удерживая потерявший управление самолет ценою собственной жизни предотвратил катастрофу, грозящую цементному заводу. Вечная слава герою!» Стела была установлена 5 октября 1971 года работниками Кричевского цементного завода[4].
- 9 мая 2005 года на постаменте с самолетом Су-9 у Аллеи Славы в городе Кричев была торжественно открыта мемориальная доска, посвященная подвигу[4].
- Во времена СССР пионерская дружина школы города Ревда, где учился Герой, носила его имя[5].